# Mantidactylus bellyi
A Mantidactylus bellyi  a kétéltűek (Amphibia) osztályába és  a békák (Anura) rendjébe, az aranybékafélék (Mantellidae) családjába tartozó faj. 

## Előfordulása
Madagaszkár endemikus faja. A sziget északkeleti részén, 100–1100 m-es tengerszint feletti magasságban honos.

## Taxonómiai besorolása
A faj 2006-ig a Mantidactylus curtus szinonímája volt, ekkor emelte Miguel Vences és Frank Glaw önálló faj rangra.

## Nevének eredete
A faj nevét egy bizonyos Belly tiszteletére nevezték el (Mocquard nem adta meg a vezetéknevet), aki Charles Alluaud francia utazó és természettudóssal együtt gyűjtötte be az első példányt.

## Megjelenése
Közepes méretű Mantidactylus faj. A hímek testhossza 32–41 mm, a nőstényeké 37–46 mm. Nagyon hasonlít a Mantidactylus ulcerosus fajra.

## Természetvédelmi helyzete
A vörös lista a nem fenyegetett fajok között tartja nyilván. Egy védett területen a Montagne d’Ambre Nemzeti Parkban fordul elő. Élőhelyének változását jól tolerálja.